# Kustkrimmerlav
Kustkrimmerlav (Rinodina gennarii) är en lavart som beskrevs av Bagl. Kustkrimmerlav ingår i släktet Rinodina och familjen Physciaceae.  Arten är reproducerande i Sverige. Inga underarter finns listade i Catalogue of Life.